# Batella
Batella is een geslacht van kreeftachtigen uit de klasse van de Malacostraca (hogere kreeftachtigen).

## Soorten
- Batella leptocarpus Chace, 1988
- Batella parvimanus (Spence Bate, 1888)
- Batella praecipua De Grave, 2004